# Hyla arenicolor
Hyla arenicolor är en groddjursart som beskrevs av Cope 1866. Hyla arenicolor ingår i släktet Hyla och familjen lövgrodor. IUCN kategoriserar arten globalt som livskraftig. Inga underarter finns listade i Catalogue of Life.